# Teatro Auditorio Mario Vargas Llosa
El Teatro Auditorio Mario Vargas Llosa, o simplemente Teatro Mario Vargas Llosa, es un teatro ubicado en el interior de la Biblioteca Nacional del Perú de la ciudad de Lima. Originalmente concebido como un auditorio de la biblioteca nacional, fue relanzado el 5 de agosto de 2008 como teatro-auditorio y nombrado en homenaje al escritor peruano Mario Vargas Llosa. Cuenta con una capacidad de 530 personas (384 platea y 146 en mezanine) y ha sido escenario de múltiples eventos culturales.

## Historia
En abril de 1994 la Biblioteca Nacional del Perú inició las gestiones para la construcción de una nueva sede en el distrito limeño de San Borja, la que por falta de recursos recién se culminó en 2006. Esta nueva sede contaba como parte de su infraestructura con un auditorio para la realización de diversas actividades culturales. El año 2008, durante la gestión de Hugo Neira como Director de la Biblioteca Nacional, se decidió reconvertir dicho auditorio a teatro-auditorio y darle el nombre de Mario Vargas Llosa en homenaje al reconocido escritor peruano quien en 2010 obtendría el premio nobel de literatura. La reinauguración se hizo oficial en agosto de ese mismo año con la presencia del escritor.